# Thomas H. Watts
Pour les articles homonymes, voir Watts (homonymie).
 (mai 2022).
Thomas Hill Watts, né le 3 janvier 1819 dans le territoire de l'Alabama et mort le 16 septembre 1892 à Montgomery (Alabama), est un homme politique démocrate américain. Il est Procureur général (Attorney general, soit ministre de la Justice) des États confédérés d'Amérique entre 1861 et 1863 puis gouverneur de l'Alabama entre 1863 et 1865, pendant la guerre de Sécession.

## Biographie

### Jeunesse
Watts naît à Pine Flat dans l'État de l'Alabama le 3 janvier 1819, l'aîné des douze enfants de John Hughes Watts et Prudence Hill qui avaient quitté l'État de la Géorgie pour trouver de meilleures terres. Il est issu d'une descendance anglaise et galloise. Préparé pour l'université à l'Airy Mount Academy dans le comté de Dallas, Watts est diplômé avec mention de l'Université de Virginie en 1840. Il réussit l'examen du barreau l'année suivante et commence à pratiquer le droit à Greenville. En 1848, il déménage son cabinet d'avocats lucratif à Montgomery. Il devient également un propriétaire d'esclaves, possédant 179 esclaves en 1860.

### Carrière politique
En politique, Watts adopte une position pro-Union au cours des années 1850, mais le futur à rendu la profondeur de ses convictions discutable, car à la veille de la guerre civile, il a joué un rôle important dans la sécession de l'Alabama et a été l'un des signataires de sa sécession de l'Union. Vaincu par John Gill Shorter lors d'une candidature au poste de gouverneur en 1861, Watts organisa le 17e régiment d'infanterie de l'Alabama et le dirigea à Pensacola et à Corinth, mais démissionna de son poste de colonel pour devenir procureur général de la Confédération dans le cabinet du président Jefferson Davis.

### Gouverneur de l'Alabama et mort
En 1863, Watts est élu gouverneur de l'Alabama. Entré en fonction le 1er décembre, il commence un poste de gouverneur de dix-huit mois à une époque où l'imposition, l'impôt en nature et d'autres mesures économiques sévères en temps de guerre étaient devenus des plus odieux. L'argent confédéré sans valeur, le manque de possibilités de crédit, l'approvisionnement irrégulier de marchandises, les efforts d'impression qui équivalaient souvent au pillage et au pillage, et les impôts en nature sévères (et appliqués de manière inégale) prélevés sur l'agriculture ont convaincu de nombreuses personnes qu'elles préféraient la « vieille Union » au « nouveau despotisme ».
En septembre 1864, une autre question turbulente confronte le gouverneur Watts : l'ouverture des négociations de paix. Une faction de la Chambre des représentants de l'Alabama présente des résolutions en faveur des négociations. Le gouverneur Watts est également confronté à des taux de désertion croissants, à des problèmes de droits des États, notamment la controverse sur la conscription des cadets à l'Université de l'Alabama, la question de savoir quels fonctionnaires civils de l'État étaient exemptés de la conscription, la défense de Mobile, la gestion du blocus, et le commerce du coton avec l'Europe.
Au cours de l'hiver 1864-1865, le gouverneur Watts doit faire face au nombre croissant de sacrifices exigés de son État, à l'effondrement de l'autorité, à l'épuisement de la puissance de guerre et à l'évaporation de l'espoir de victoire, qui ont tous contribué à la guerre de l'État. Le gouverneur Watts était bien conscient de son inefficacité et de son impopularité à cette époque et n'a fait aucun effort pour être réélu, bien qu'il ait continué à parler avec optimisme de la situation militaire. Watts a été arrêté pour trahison au syndicat à Union Springs le 1er mai 1865. Il a été libéré quelques semaines plus tard et est retourné à Montgomery.
Il meurt vingt-sept ans plus tard, le 16 septembre 1892, à Montgomery, Alabama.

## Famille
Le 10 janvier 1842, Watts épouse Eliza Brown Allen et ils ont dix enfants.
Watts est l'arrière-arrière grand-père de William Luther Pierce.

## Mémoire

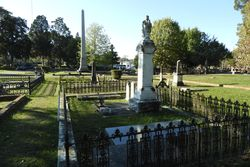
Monument pour Thomas H. Watts

Thomas Watts est enterré dans le cimetière d'Oakwood à Montgomery en Alabama.